# Falcão-americano

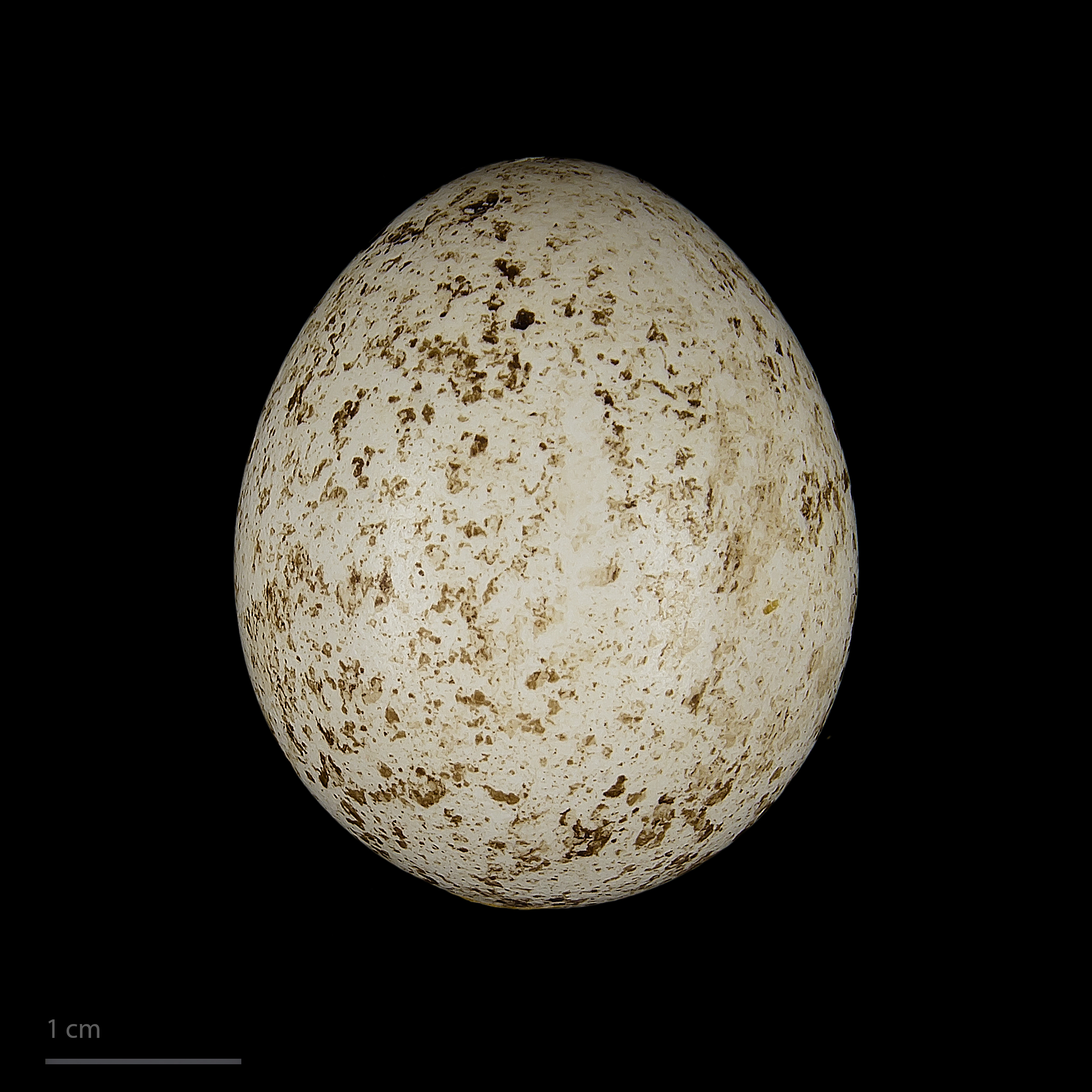
Falco sparverius - MHNT

O quiriquiri (Falco sparverius), também conhecido como falcão-americano e penereiro-americano, é uma espécie de falcão encontrado por todo o continente Americano.

## Características
Mede de 23 a 27 cm de comprimento e pesa de 85 a 140 gramas. O macho é cinza azulado no alto da cabeça e asa, enquanto as costas e a cauda são marrom avermelhado, finamente estriadas de negro. Uma larga faixa negra sub terminal na cauda e ponta branca. As partes inferiores são brancas, com pontos negros no peito e barrigas, mais densos nos lados do corpo. Possui um desenho de lágrima, negra, abaixo do olho; uma outra linha vertical no lado da cabeça e um ponto negro na nuca.
A fêmea têm as costas e asas marrom avermelhada, com as estrias negras finas, sem o cinza azulado do dorso do macho ou a faixa negra subterminal na cauda. As partes inferiores são de tom marrom alaranjado claro, com riscos finos, verticais e negros, sem o padrão de pontos do macho. O desenho e cores da cabeça são iguais.
Os filhotes já saem do ninho com a plumagem do sexo correspondente.

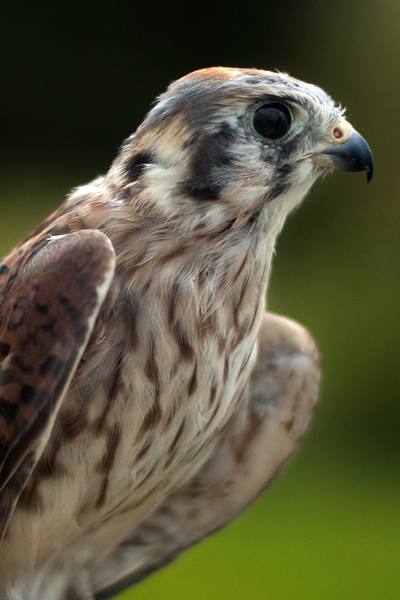
Fêmea adulta em Winnipeg, Manitoba, Canadá

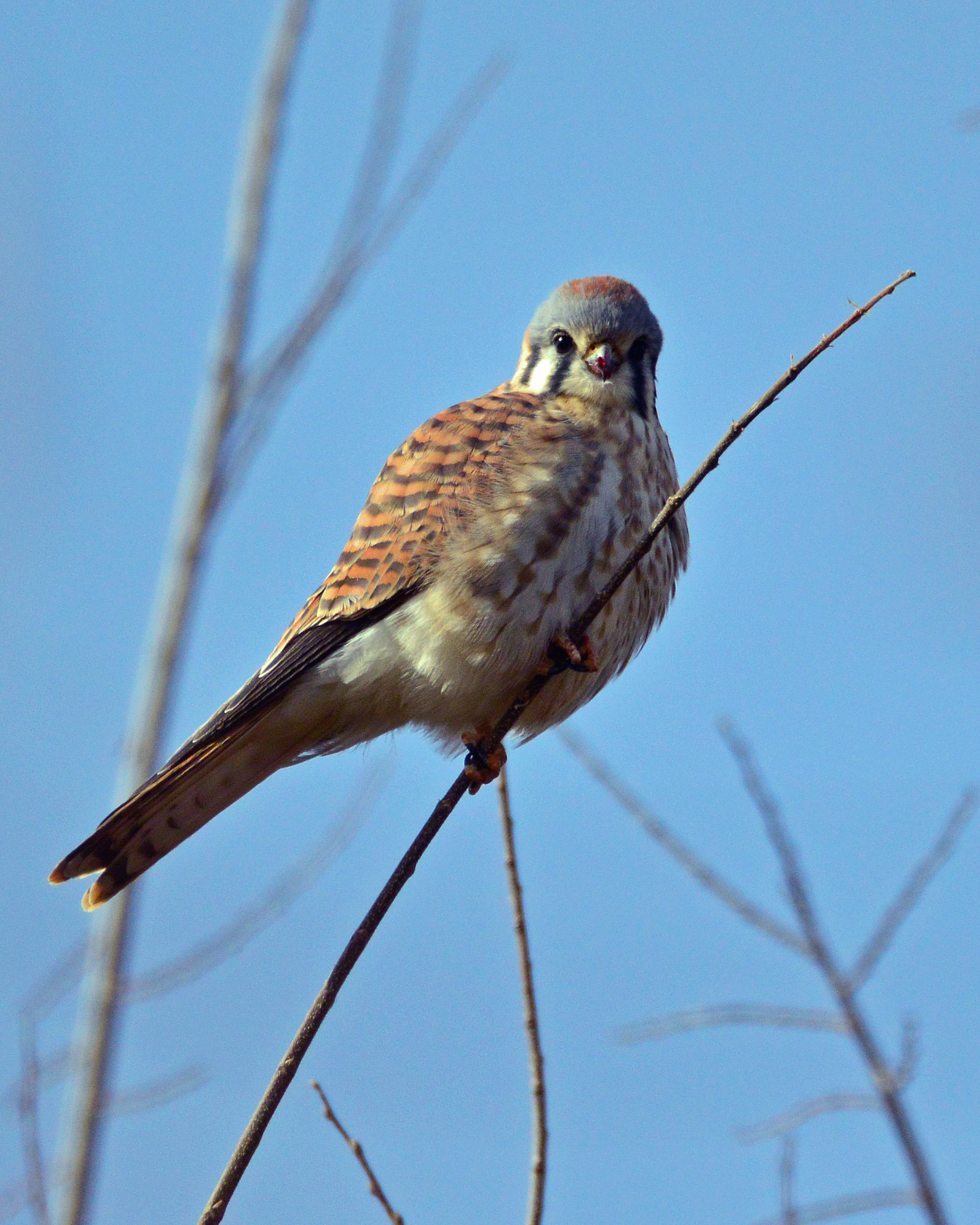
Falcão descansando em uma macieira

## Taxonomia
Até a sexta edição da AOU Checklist of North American Birds ser publicada pela American Ornithologists 'Union em 1983, o nome mais comumente usado para o quiriquiri era sparrow hawk. Isso se deveu a uma conexão equivocada com o gavião-da-europa do gênero Accipiter. A sexta edição do AOU Checklist corrigiu isso, renomeando oficialmente o pássaro como American kestrel em inglês. Vários outros nomes coloquiais para o quiriquiri também são usados, como gavião-gafanhoto, devido à sua dieta.
Análises de DNA mostraram que o quiriquiri americano, na verdade, está geneticamente mais relacionado aos falcões americanos maiores que aos outros verdadeiros kestrels. No entanto, com base em sua semelhança física com os kestrels houve pouco ímpeto para mudar seu nome em inglês (American kestrel).
O nome científico do quiriquiri, Falco sparverius, foi dado por Carl Linnaeus em seu trabalho do século XVIII, Systema Naturae. O gênero refere-se à forma falcada, ou em forma de gancho, do bico, e o nome específico significa "pertencente a um pardal", referindo-se ao pequeno tamanho da ave e à caça de pardais como uma presa típica.
Dezessete subespécies do quiriquiri são reconhecidas, geralmente com base na plumagem, tamanho e vocalizações:
- F. s. sparverius, descrito por Carl Linnaeus em 1758, é a subespécie nomeada. É encontrado na maior parte dos Estados Unidos, Canadá e México.
- F. s. paulus, descrito por Howe e King em 1902, é encontrado no sudeste dos Estados Unidos da Louisiana à Flórida.
- F. s. peninsularis, descrito por Edgar Alexander Mearns em 1892, é encontrado no sul da Baja Califórnia.
- F. s. tropicalis, descrito por Ludlow Griscom em 1930, é encontrado do sul do México ao norte de Honduras .
- F. s. nicaraguensis, descrito por Howell em 1965, é encontrado em Honduras e na Nicarágua.
- F. s. sparveroides, descrito por Nicholas Aylward Vigors em 1827, é encontrado em Cuba, Isla de Juventud e no centro e sul das Bahamas.
- F. s. dominicensis, descrito por Johann Friedrich Gmelin em 1788, é encontrada na Ilha de São Domingos (tanto na República Dominicana e no Haiti) e na Jamaica.
- F. s. caribaearum, descrito por Gmelin em 1788, é encontrado em Porto Rico e ao longo das Pequenas Antilhas até Granada.
- F. s. brevipennis, descrito por Hans von Berlepsch em 1892, é encontrado nas Antilhas Holandesas.
- F. s. isabellinus, descrito por William John Swainson em 1837, é encontrado da Venezuela ao norte do Brasil.
- F. s. ochraceus, descrito por Charles B. Cory em 1915, é encontrado no leste da Colômbia e noroeste da Venezuela.
- F. s. caucae, descrita por Frank Chapman em 1915, é encontrada no oeste da Colômbia.
- F. s. aequatorialis, descrito por Mearns em 1892, é encontrado no norte do Equador.
- F. s. peruvianus, descrito por Cory em 1915, é encontrado no sudoeste do Equador, Peru e norte do Chile.
- F. s. fernandensis, descrito por Chapman em 1915, é encontrado nas ilhas Juan Fernández, na costa chilena
- F. s. cinnamominus, descrito por Swainson em 1837, é encontrado no Peru, Chile e Argentina.
- F. s. cearae, descrita por Cory em 1915, é encontrada do nordeste do Brasil do sul ao leste da Bolívia.

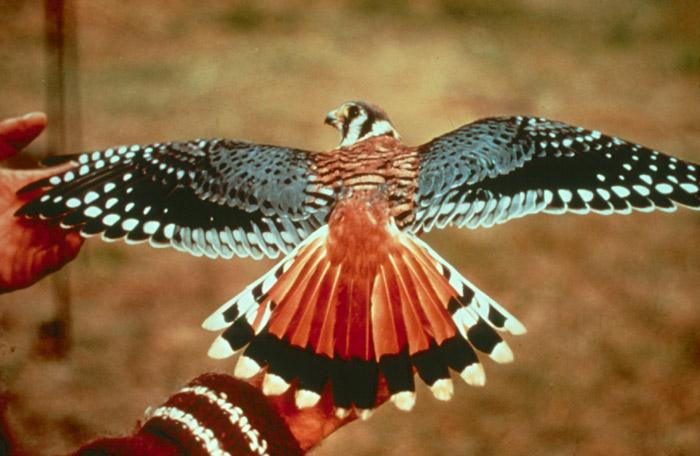
Padrão superior de um macho
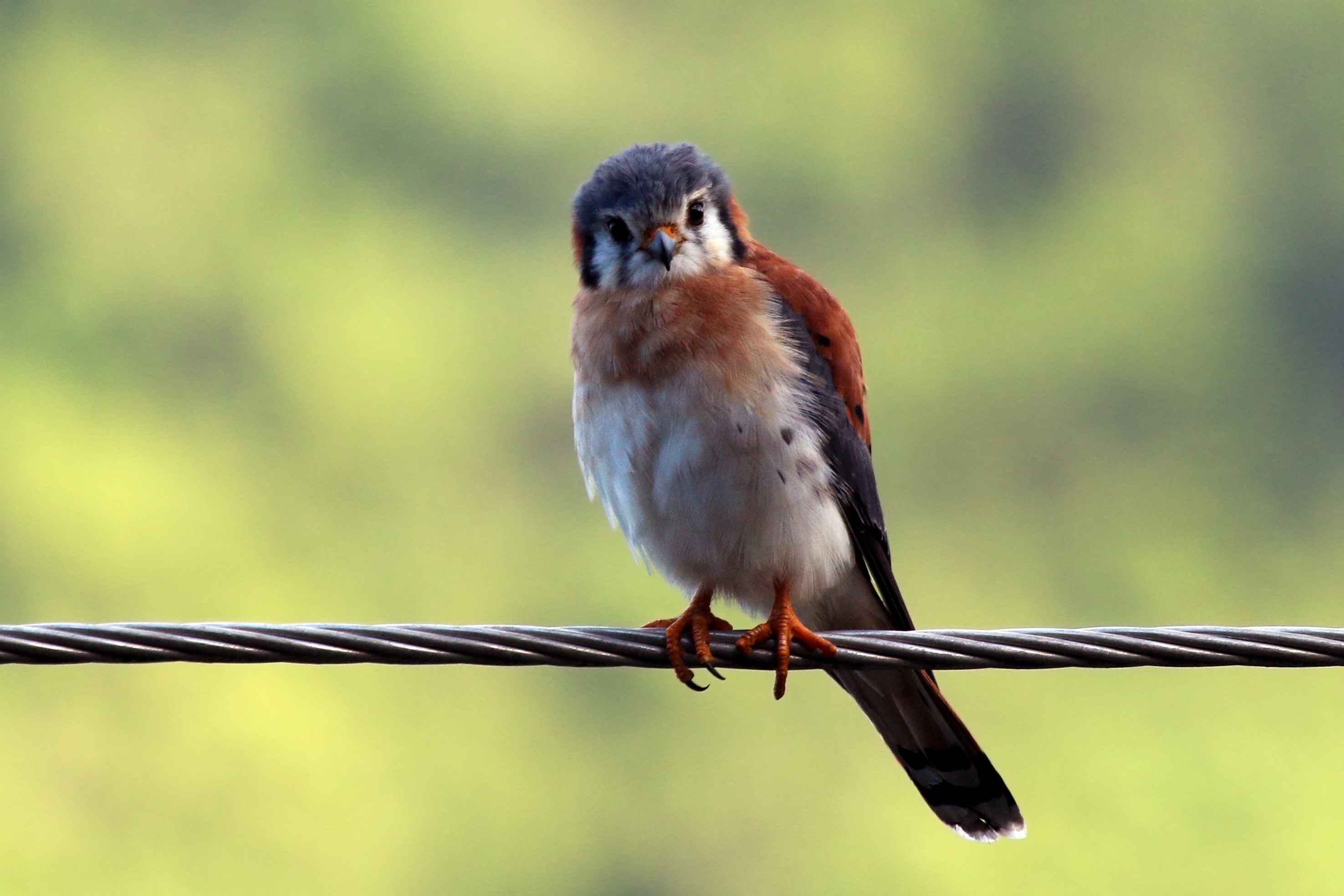
F. s. dominicensis, Jamaica
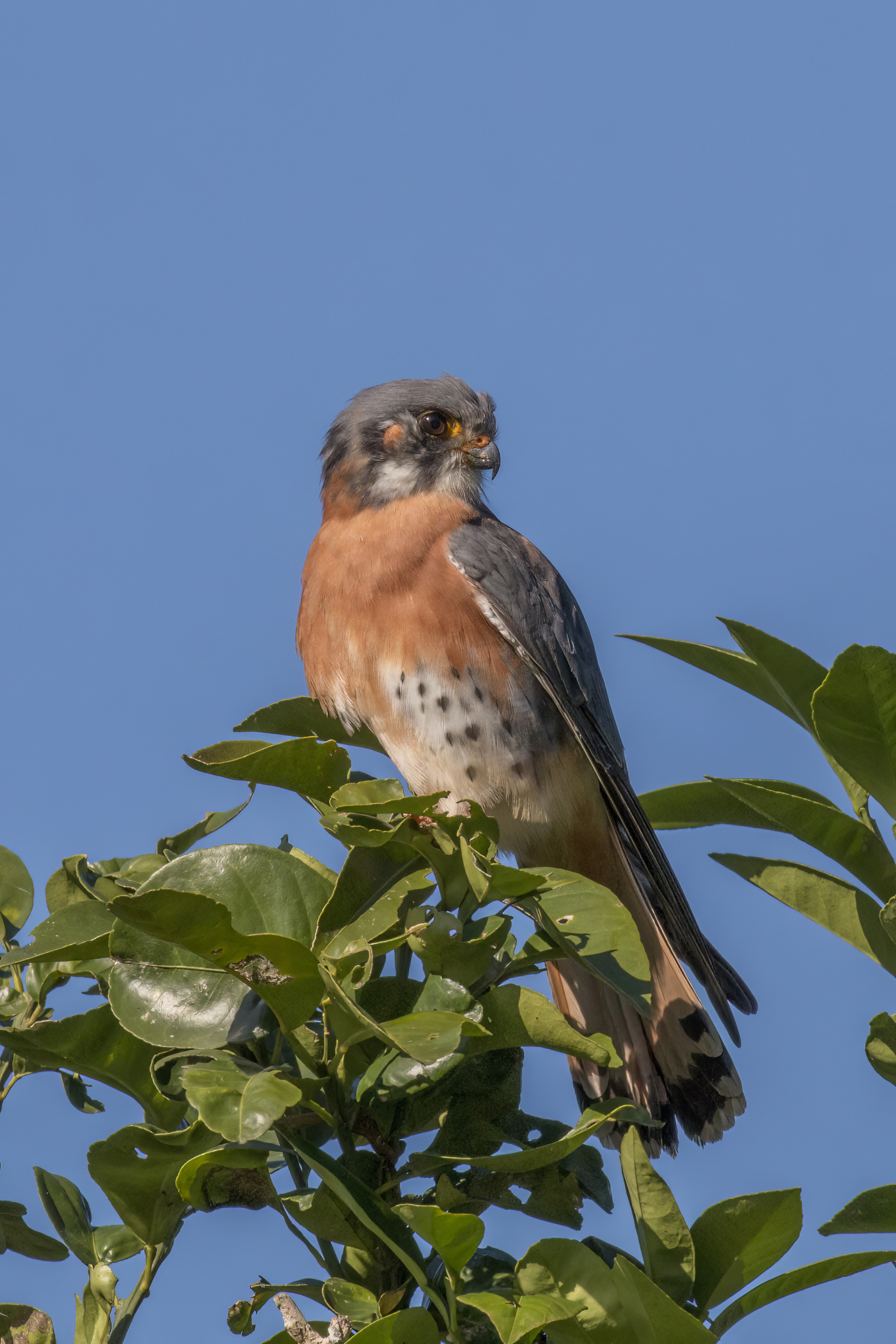
F. s. sparveroides forma vermelha, macho, Cuba
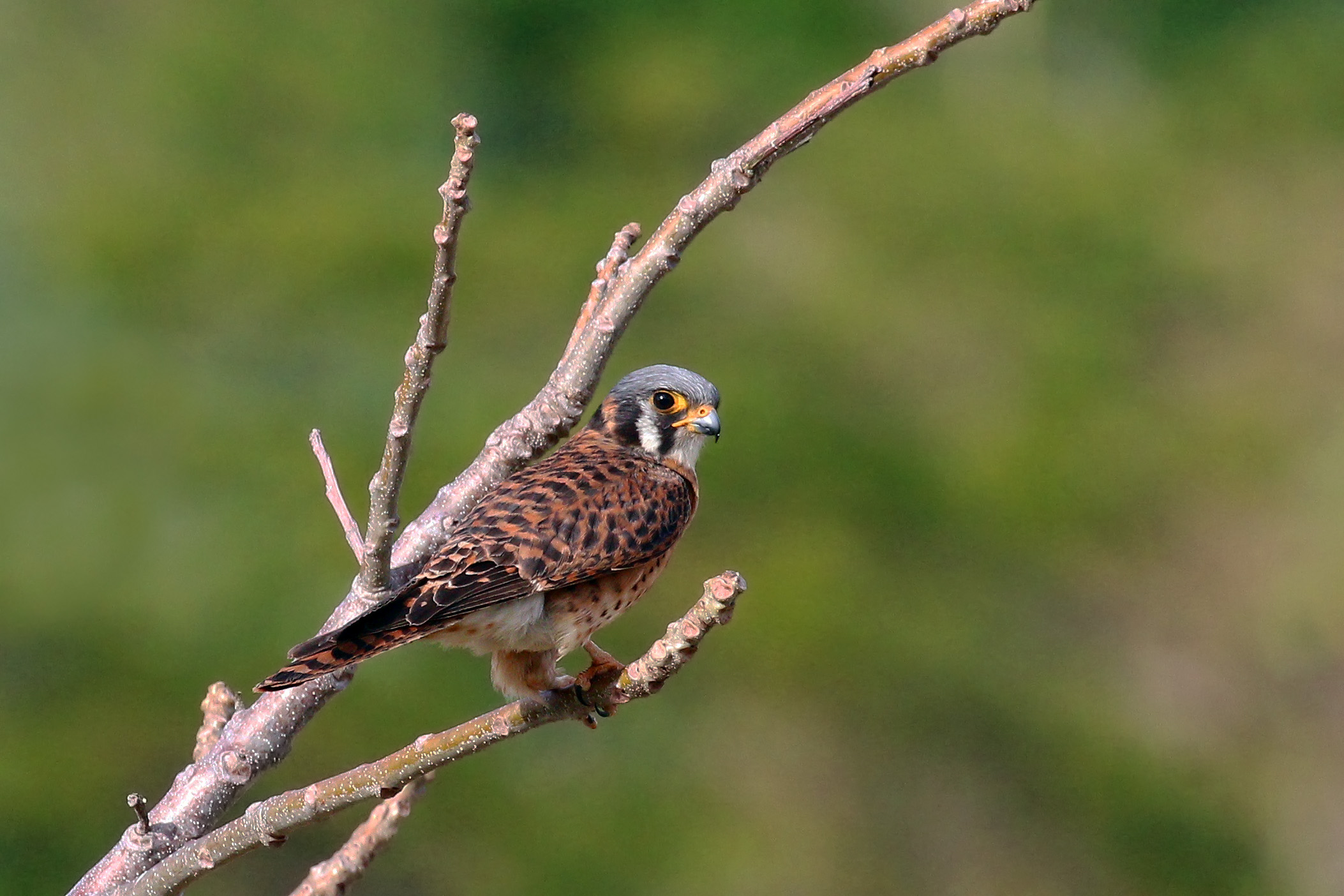
F. s. sparveroides forma branca, fêmea, Cuba
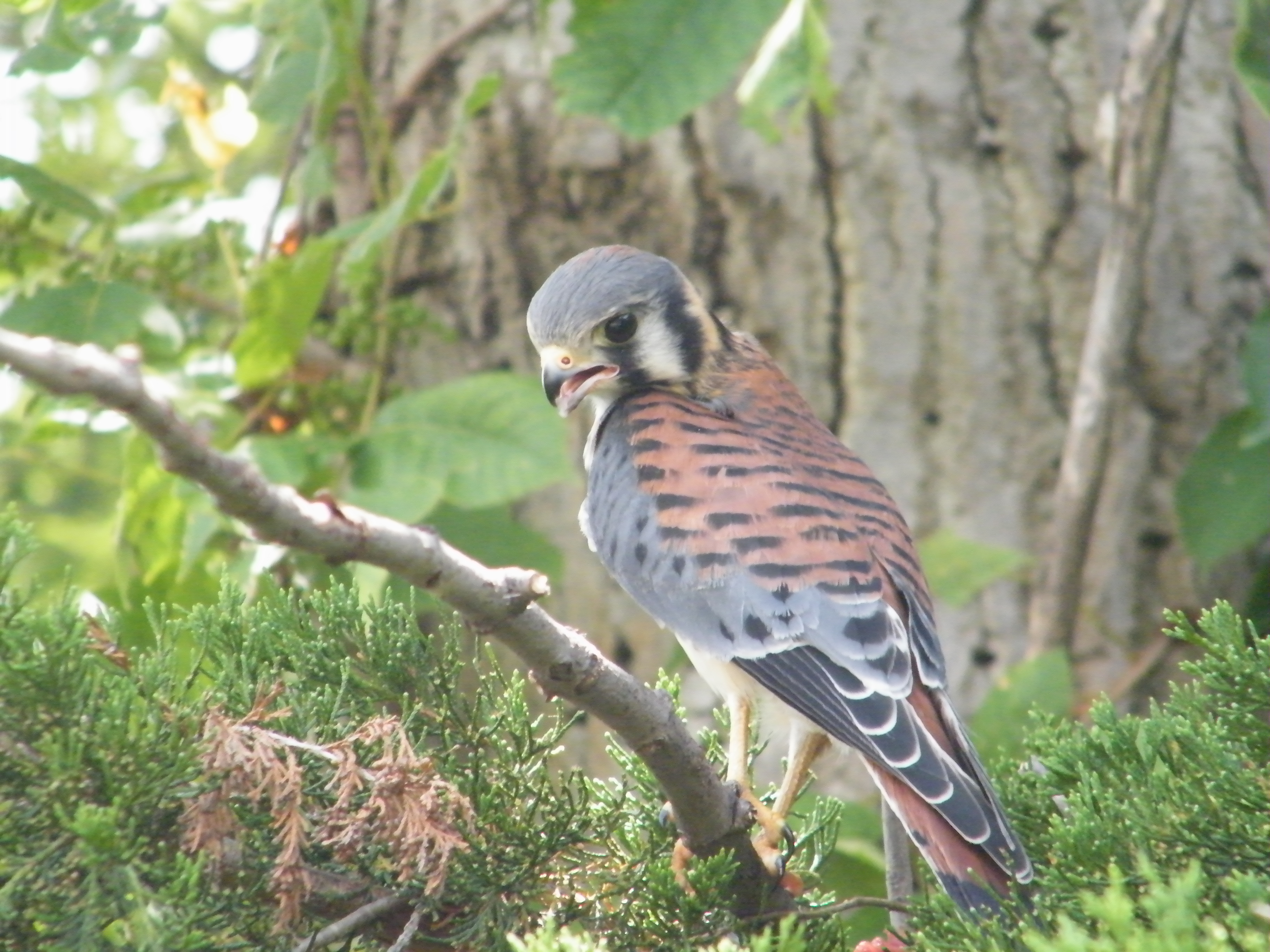
Empoleirado em Illinois

## Ecologia e comportamento

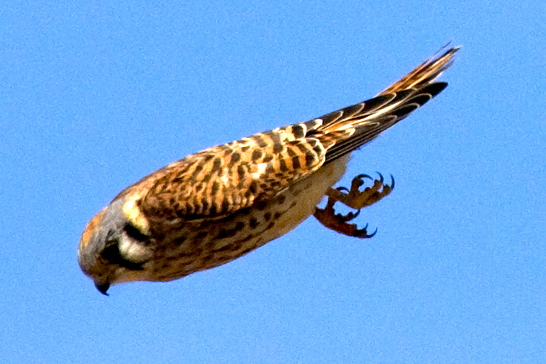
Fêmea prestes a atacar

Os falcões-americanos são encontrados em uma ampla variedade de habitats, incluindo pastagens, pradarias, desertos e outras regiões abertas a semi-abertas. Eles também podem ser encontrados em áreas urbanas e suburbanas. O habitat de um quiriquiri deve incluir poleiros, espaços abertos para caça e cavidades para nidificação (sejam naturais ou artificiais). O quiriquiri é capaz de viver em condições muito diversas, indo desde acima do Círculo Polar Ártico, até os trópicos da América Central, a altitudes de mais de 4,500 m (14,800 ft) na Cordilheira dos Andes. A ave é distribuída desde o norte do Canadá e Alasca até o extremo sul da América do Sul, a Terra do Fogo. É o único dos peneireiros (kestrels) encontrado nas Américas, embora, como mencionado acima, essa classificação seja geneticamente imprecisa. Ocorreu como vagante no Reino Unido, Dinamarca, Malta e Açores.
Os falcões-americanos no Canadá e no norte dos Estados Unidos normalmente migram para o sul no inverno, às vezes indo até a América Central e o Caribe. Os pássaros que se reproduzem ao sul de cerca de 35 ° de latitude norte geralmente são residentes o ano todo. A migração também depende das condições climáticas locais. A escolha de habitat dos peneireiros no inverno varia de acordo com o sexo. As fêmeas são encontradas em áreas abertas com mais freqüência do que os machos durante a estação não reprodutiva. Uma explicação comum para esse comportamento é que as fêmeas que são maiores do que os machos chegam primeiro ao habitat preferido e excluem os machos de seu território.
O quiriquiri não tem vida longa, com uma vida útil de <5 anos para as aves selvagens. A ave selvagem anilhada mais velha tinha 11 anos e 7 meses, enquanto os falcões em cativeiro podem viver até 14-17 anos. Em um estudo, humanos foram responsáveis por 43,2% das 1.355 mortes relatadas, que incluíram mortes diretas e atropelamentos, enquanto a predação (incluindo por aves de rapina maiores) foi responsável por 2,8%. Esta estatística é provavelmente tendenciosa, no entanto, uma vez que as mortes relatadas são geralmente encontradas perto ou em áreas habitadas por humanos.

### Alimentação
Os falcões americanos se alimentam principalmente de pequenos animais, como gafanhotos, libélulas, lagartos, ratos, ratazanas e pequenos pássaros. O quiriquiri já foi visto matando cobras, morcegos e esquilos. Este falcão é capaz de manter altas densidades populacionais, pelo menos em parte devido ao amplo escopo de sua dieta. O principal modo de caça do quiriquiri é empoleirando-se e esperando que a presa se aproxime. A ave é caracteristicamente vista ao longo das estradas ou campos empoleirados em objetos como árvores, linhas de energia aéreas ou postes de cerca. Ele também caça pairando no ar com rápidas batidas de asas e explorando o solo em busca de presas. Outras técnicas de caça incluem voo baixo sobre os campos ou perseguição de insetos e pássaros no ar.
As presas costumam ser capturadas no solo, embora ocasionalmente capturem pássaros em voo. Antes de atacar, o quiriquiri balança caracteristicamente a cabeça e a cauda e, em seguida, faz um voo direto em direção à presa para agarrá-la com as garras. Muito parecido com o búteo-de-cauda-vermelha, os falcões americanos conservam energia em uma caçada e escolhem seus ataques com cuidado quanto à posição e chances de sucesso. Durante a época de reprodução, a ave carrega presas grandes de volta para seu parceiro ou filhote. Um estudo descobriu que um par de falcões americanos "forrageava de maneiras que minimizavam os custos de aquisição de energia em sua situação particular". Por exemplo, se a taxa de sucesso na captura de presas diminuir significativamente em uma área particular, a ave se moverá para uma área diferente.

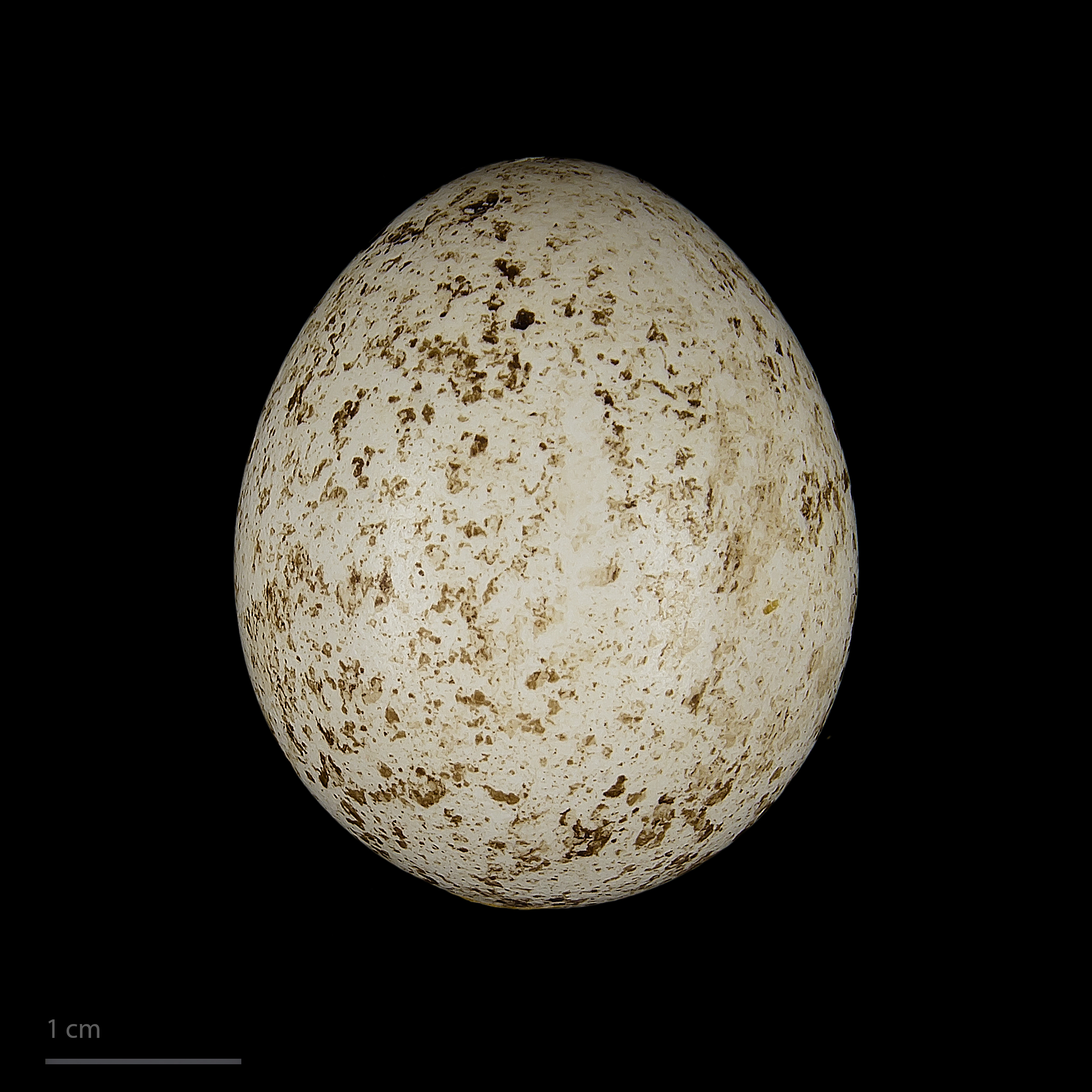
Ovo de Falco sparverius

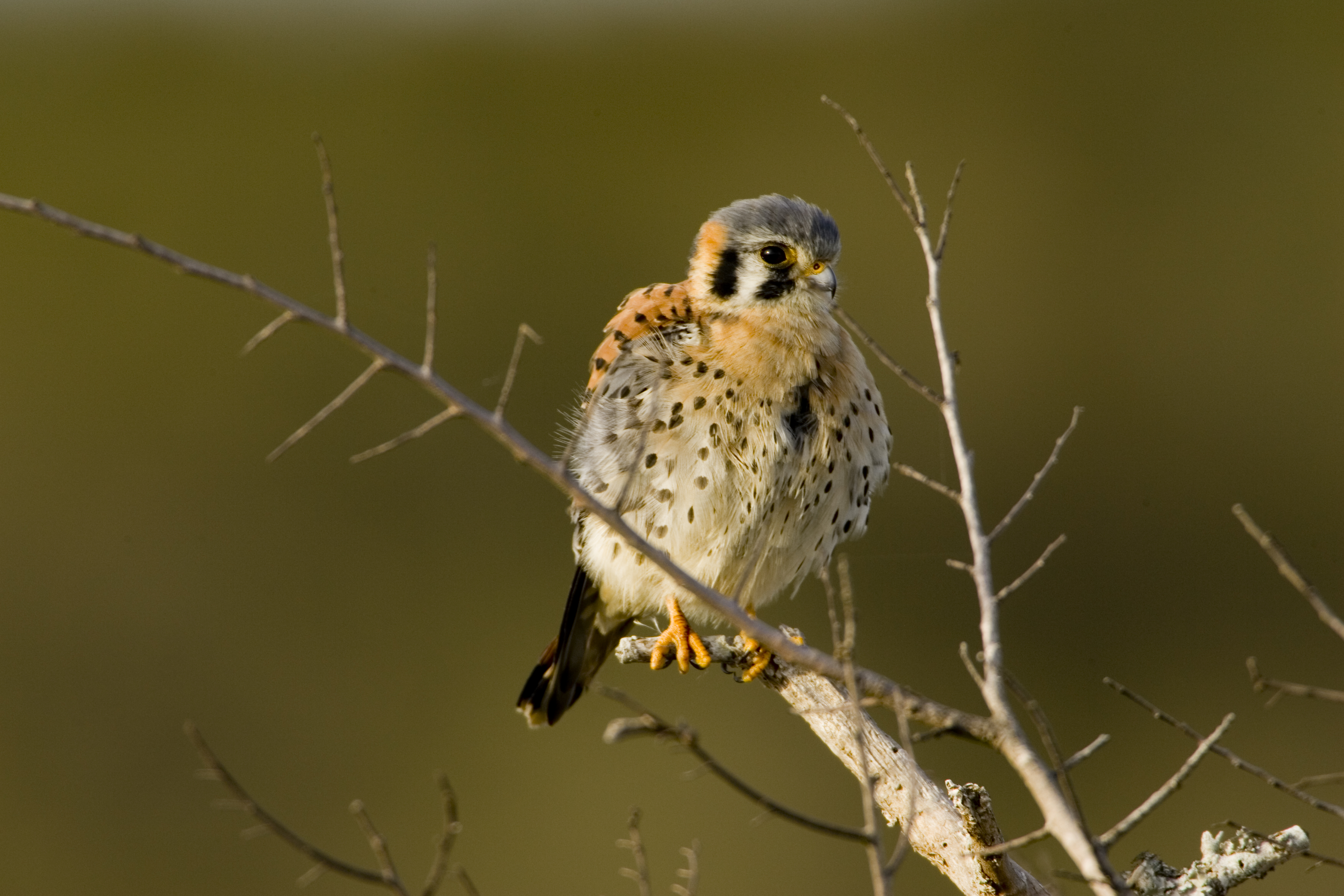
Um falcão jovem

Os falcões americanos são sexualmente maduros em sua primeira primavera. Em populações migratórias, os machos chegam ao local de procriação antes das fêmeas, então a fêmea seleciona um parceiro. Os laços de pares são fortes, muitas vezes permanentes. Os pares geralmente usam locais de nidificação anteriores em anos consecutivos. Isso dá aos pássaros uma vantagem sobre os indivíduos mais jovens ou invasores, pois eles já estão familiarizados com os locais de caça, vizinhos, predadores e outras características do local. Os machos realizam exibições de mergulho elaboradas para anunciar seu território e atrair um parceiro. Essas exibições consistem em várias subidas e mergulhos, com três ou quatro chamadas de "klee" em seus picos. As fêmeas são promíscuas por cerca de uma a duas semanas após sua chegada ao local de nidificação. Acredita-se que isso estimule a ovulação. As transferências de alimentos do macho para a fêmea ocorrem cerca de quatro a cinco semanas antes da postura dos ovos até uma a duas semanas depois.
Os falcões americanos fazem ninhos em cavidades, mas são capazes de se adaptar a uma ampla variedade de situações de nidificação. Eles geralmente preferem cavidades naturais (como em árvores) com copas fechadas e entradas justas que fornecem proteção máxima para os ovos e crias. Ocasionalmente, os falcões fazem ninhos em buracos criados por grandes pica-paus, ou usam os ninhos abandonados de outras aves, como búteos de cauda vermelha, merlins e corvos. Eles foram registrados aninhando em saliências de penhascos e topos de edifícios, bem como em cavidades abandonadas em cactos. Os falcões americanos também costumam utilizar caixas de nidificação.
Três a sete ovos (normalmente quatro ou cinco) são postos com um intervalo de aproximadamente 24–72 horas. O tamanho médio do ovo é 32 por 29 milímetros, 10% maior que a média para aves de seu tamanho corporal. Os ovos são de cor branca a creme com manchas castanhas ou cinzentas. A incubação geralmente dura 30 dias e é principalmente de responsabilidade da fêmea, embora o macho incube de 15 a 20% do tempo. Os ovos perdidos são geralmente substituídos em 11-12 dias. A incubação ocorre ao longo de três a quatro dias. Os filhotes são altriciais e só conseguem ficar sentados depois de cinco dias. Eles crescem rapidamente, atingindo um peso adulto após 16–17 dias. Após 28-31 dias, suas asas se desenvolveram e eles podem deixar o ninho. Os falcões adultos jovens podem se reproduzir a partir de um ano de idade, e a espécie tem uma expectativa de vida de aproximadamente três a cinco anos na natureza.
Em termos ecológicos, o padrão reprodutivo do quiriquiri inclina-se para uma estratégia de "seleção r" de pássaros pequenos. Na teoria da seleção r / K, pressões seletivas conduziriam a evolução em uma das duas direções generalizadas: seleção r ou K. As espécies selecionadas por R são aquelas que enfatizam uma alta taxa de crescimento, normalmente explorando nichos ecológicos menos povoados e produzem muitos descendentes, cada um dos quais tem uma probabilidade relativamente baixa de sobreviver até a idade adulta (ou seja, alto r, baixo K ) . Por outro lado, as espécies selecionadas por K exibem traços associados a viver em densidades próximas à capacidade de suporte e, normalmente, são fortes competidores em tais nichos lotados que investem mais pesadamente em menos descendentes, cada um dos quais tem uma probabilidade relativamente alta de sobreviver até a idade adulta (ou seja,, baixo r, alto K ). Entre esses dois extremos, o quiriquiri é uma das poucas espécies de ave de rapina que tendem a ser selecionadas por R Eles são capazes de se reproduzir com um ano de idade, têm poucos adultos não reprodutores na população e têm ninhadas maiores. Sua taxa de crescimento populacional é alta em relação às aves de rapina maiores, que normalmente tendem a ser selecionadas por K.

## Fisiologia em estresse

### Clima
Os falcões americanos são frequentemente úteis em estudos científicos sobre fisiologia animal e normalmente são capturados usando o método bal-chatri ou criados em caixas-ninho para experimentos. Verificou-se que a taxa metabólica do quiriquiri aumenta em resposta à chuva, e em temperaturas ambientes abaixo de cerca de 25° C. As respostas metabólicas deste falcão ao clima e à temperatura não variam, entretanto, com o sexo. Os falcões aumentam o consumo de oxigênio e, portanto, a taxa metabólica em condições de frio e umidade para neutralizar a perda de calor.

### Perturbação ambiental
A resposta do quiriquiri ao estresse ambiental é medida pela concentração sanguínea de corticosterona (CORT), um hormônio produzido pelo eixo hipotálamo-pituitária-adrenal (HPA) que libera energia armazenada para funções essenciais do corpo. Períodos prolongados de níveis elevados de CORT no sangue podem direcionar a energia metabólica para longe do crescimento e da reprodução. Assim, os altos níveis de perturbação do trânsito de veículos e desenvolvimento humano em torno dos ninhos dos falcões aumentam os hormônios do estresse, levando à falha reprodutiva. Entre os ninhos bem-sucedidos, no entanto, os filhotes normalmente não experimentam uma resposta de maior estresse à perturbação humana ambiental, sugerindo que eles podem tolerar um grau considerável de atividade humana perto do ninho.

### Contaminantes ambientais
Como os falcões americanos são carnívoros, o escoamento químico tóxico ingerido por suas presas pode se concentrar em altos níveis no sangue por bioacumulação. Falcões selvagens estão sujeitos a imunomodulação, ou uma resposta imune alterada, a éteres difenílicos polibromados (PBDEs), um grupo de retardadores de chama industriais que podem vazar das fábricas para o meio ambiente. Quando PBDEs se acumulam nos tecidos corporais de falcões, a resposta imune mediada por células T diminui em eficiência. Como resultado, os falcões que ingerem PBDEs podem não responder suficientemente a vírus ou outros microorganismos invasores. Além disso, certos PBDEs podem suprimir o crescimento e o desenvolvimento do baço e da bursa em falcões americanos.

## Estado e conservação

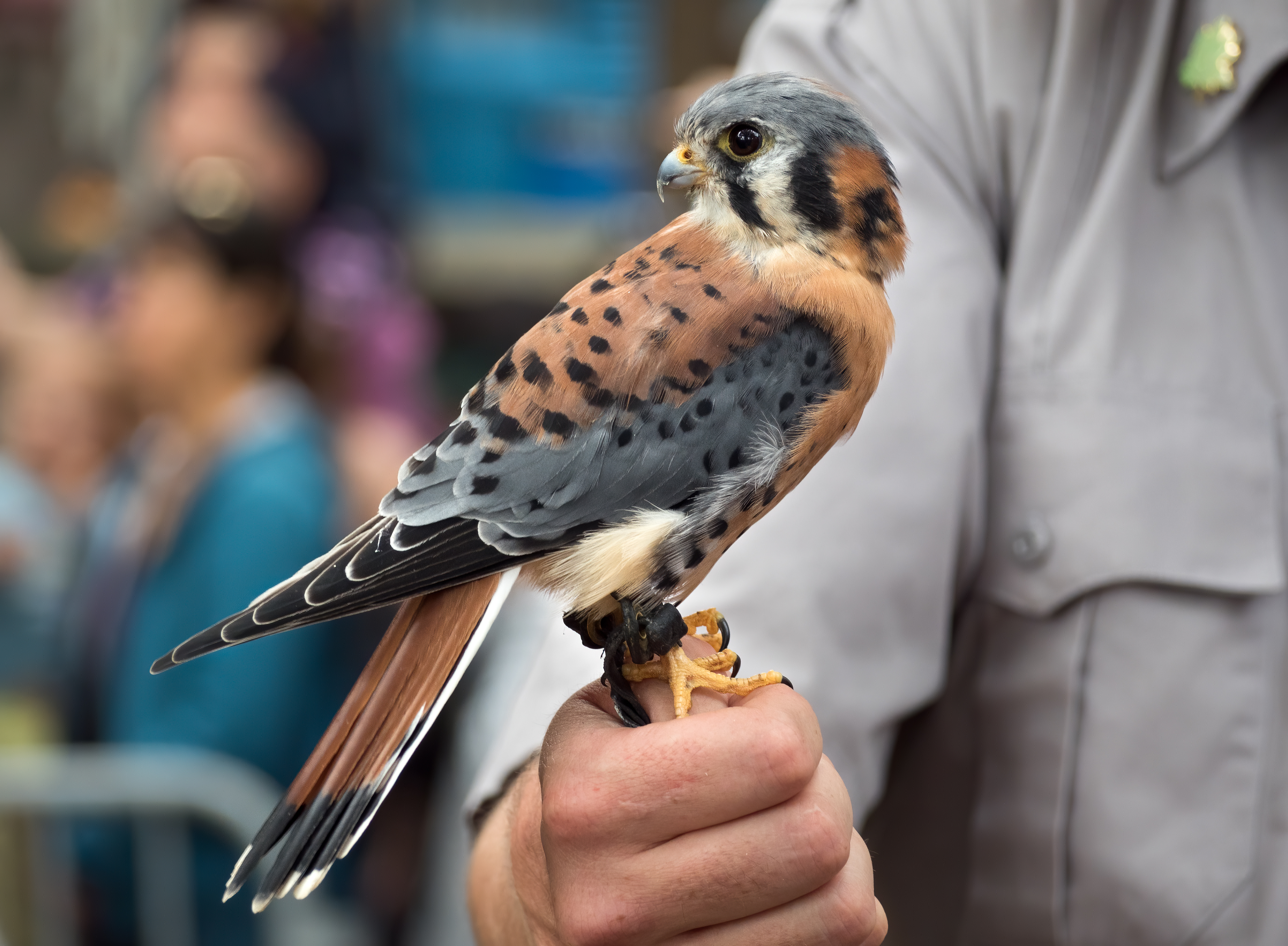
Um quiriquiri reabilitado com treinador em um evento educacional

O quiriquiri é provavelmente o falcão mais abundante da América do Norte, embora sua população total seja difícil de quantificar, pois as populações locais podem mudar rapidamente devido à disponibilidade de recursos. Dados de contagem do USGS Breeding Bird Survey (BBS) indicam que a população reprodutora da América do Norte está experimentando declínios graduais, de longo prazo, mas sustentados, com algumas regiões, como Nova Inglaterra e litoral da Califórnia, exibindo declínios mais rápidos. Dados de contagem de corredores de migração de aves de rapina também indicam declínios populacionais regionais e corroboram amplamente os dados de BBS. A população da América do Norte foi estimada em 1,2 milhão de pares, sendo as populações da América do Sul e Central igualmente grandes. Uma estimativa menor é de 236.000 aves invernando na América do Norte. Um aumento populacional ocorreu nos séculos 18 e 19, provavelmente devido ao desmatamento para a agricultura. As pastagens resultantes forneceram um habitat ideal para os falcões.
A subespécie do sudeste dos EUA (Falco sparverius paulus) diminuiu 82% desde 1940 devido a uma diminuição na disponibilidade de locais de nidificação. Este declínio é o resultado de pinheiros de folha longa sendo desmatados para campos agrícolas. Apesar disso, o quiriquiri é classificado como espécie pouco preocupante na Lista Vermelha da IUCN.
O Peregrine Fund, uma organização sem fins lucrativos líder em pesquisa e conservação de aves de rapina em todo o mundo, lançou a American Kestrel Partnership em 2012. A American Kestrel Partnership desenvolveu e mantém uma rede baseada na web para que cientistas profissionais e cidadãos insiram, gerenciem e consolidem dados de programas de monitoramento de caixas de ninho de falcões (kestrels) no Hemisfério Ocidental. O banco de dados está sendo usado por pesquisadores para modelar e compreender as relações entre os parâmetros de nidificação do peneireiro (por exemplo, fenologia, ocupação, sobrevivência, produtividade e peso do filhote e exposição a toxinas ambientais) e fatores ambientais, como uso da terra, composição e configuração da paisagem, condições climáticas (por exemplo, seca) e fontes pontuais de toxinas ambientais. A cada temporada de reprodução, a American Kestrel Partnership apresenta uma transmissão de vídeo ao vivo da caixa-ninho localizada no campus do The Peregrine Fund em Boise, Idaho.

## Uso na falcoaria

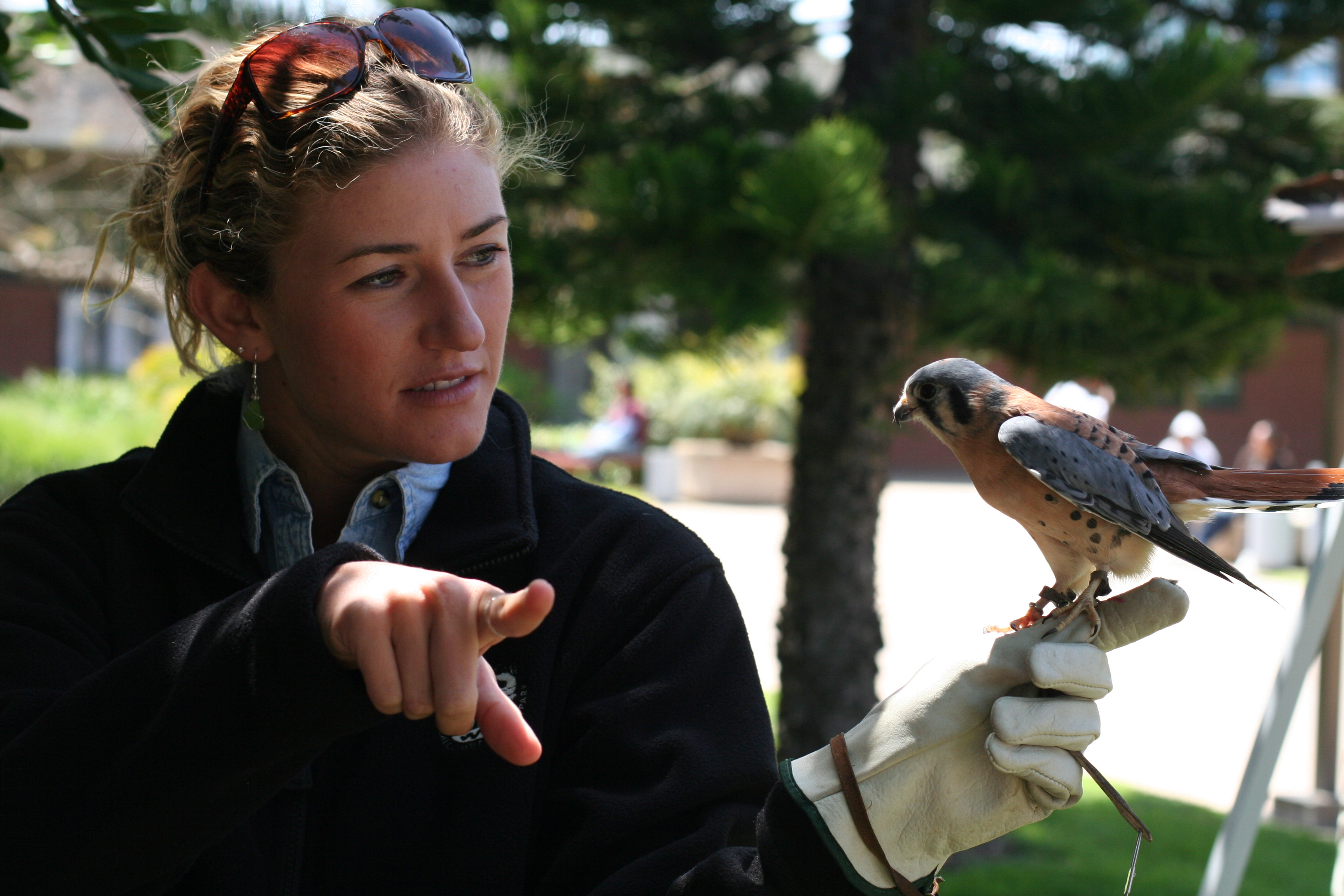
Macho com condutor, Zoológico de San Diego

Um uso importante dos falcões americanos é na falcoaria. Geralmente é considerado um pássaro de iniciantes, embora o controle de peso cuidadoso necessário para manter o desejo do falcão de caçar agressivamente exija habilidade. Falcoeiros experientes em extrair o melhor desempenho que a espécie é capaz, relatam que são altamente confiáveis na caça normal de pardais e estorninhos. Indivíduos mais agressivos às vezes são capazes de capturar presas com até aproximadamente o dobro de seu peso corporal, permitindo a captura ocasional de verdadeiras aves de caça, como codornizes e pombos. No entanto, a maioria dos falcoeiros interessados na obtenção confiável desse tipo de caça prefere falcões ou falcões maiores. A vantagem que o quiriquiri oferece ao falcoeiro experiente é sua adequação à falcoaria simples e urbana, não exigindo grandes extensões de terra ou o uso de cães de caça. Essa forma de falcoaria é às vezes chamada de "micro-falcoaria" ou "micro-falcoaria". As outras pequenas espécies de raptores comumente usadas na microfalcoaria são o merlin, o gavião-míudo (o menor accipiter) e o peneireiro-vulgar.
Os falcões americanos não são tão fáceis de treinar quanto alguns falcões maiores (particularmente o falcão-peregrino ) para arte de "esperar" para fazer uma curva de mergulho em uma presa afogueada. No entanto, alguns falcões individuais dominam essa habilidade. Falcoeiros às vezes os treinam para subir até uma posição inclinada com petiscos em pipas ou balões que os falcoeiros aprendem a subir depois. As técnicas de caça mais comuns são "escorregá-los" do punho após a caça avistada ou liberá-los da janela de um veículo próximo. Essas técnicas são mais de um ajuste natural para os métodos de emboscada do falcão na natuzera.
Os falcoeiros que usam o quiriquiri devem estar alertas para proteger o falcão de predadores maiores que podem atacar o francelho, principalmente se ele estiver distraído no solo com a presa capturada. Cães e gatos domésticos são a maior ameaça para atacar o falcão no solo, mas o falcão-do-tanoeiro é bem conhecido por atacar arrojadamente falcões americanos. Este accipiter  de tamanho médio tem tamanho e força suficientes para carregar o quiriquiri embora, embora falcoeiros relatem muitas vezes ser bem-sucedidos em recuperá-lo ileso, agindo rapidamente para intimidar o falcão maior para que solte o quiriquiri.
Os falcões americanos são criados em cativeiro para uso na falcoaria e estão entre os falcões mais fáceis de criar. Eles também são suficientemente comuns para que as aves de "passagem" no primeiro ano sejam relativamente fáceis de capturar. Os falcões capturados na natureza são "domados" com bastante rapidez. Eles geralmente comem da mão de um falcoeiro no dia seguinte à captura, treinam dentro de uma semana e estarão prontos para caçar em três a cinco semanas. Um quiriquiri muito domesticado permite-se ser agarrado pelo corpo com uma das mãos, enquanto aceita petiscos com a outra. Tal mansidão é muito útil ao verificar ou tratar a ave quanto a ferimentos ou doenças.
Aves de rapina migratórias nativas dos Estados Unidos são protegidas pela Lei do Tratado de Aves Migratórias de 1918, portanto é ilegal possuir um os falcões americanos são s sem uma licença de falcoaria nos Estados Unidos, Canadá e México.

## Distribuição Geográfica
Desde o Alasca e Norte do Canadá até à ponta Sul da América do Sul (Terra do Fogo), em todo Brasil, exceto em florestas.